# Pamela Sue Martin
Pamela Sue Martin (Westport, Connecticut, 5 de enero de 1953) es una actriz estadounidense.

## Biografía
Se gradúa en la Staples High School en febrero de 1971 y comienza a trabajar en una hamburguesería.
Se inicia profesionalmente como modelo a la edad de 17 años en Nueva York y con 19 debuta en el cine en la película To Find a Man (1972), que protagoniza con Lloyd Bridges. Ese mismo año interviene en una de las más populares películas sobre catástrofes, tan de moda en el momento: La aventura del Poseidón (1972), en la que comparte cartel con nombres consagrados como Gene Hackman, Shelley Winters y Ernest Borgnine.
En la temporada 1977-1978 pasa a la televisión, protagonizando la serie Nancy Drew Mysteries, en la que dio vida al personaje principal.
Tras protagonizar la película The Lady in Red (1979) junto a Robert Conrad, le ofrecen el papel que la conduce a la cumbre de su popularidad: el de la caprichosa y maquiavélica Fallon Carrington, hija en la ficción de John Forsythe y Joan Collins en la soap opera Dinastía. Interpreta el personaje durante las cuatro primeras temporadas de la serie, entre 1981 y 1984. En ese momento abandona la serie, siendo sustituida para el mismo papel por la actriz británica Emma Samms.
Con posterioridad ha intervenido en títulos menos relevantes tanto estrenados en cine como rodados especialmente para la pequeña pantalla, como Flicks (1987), A Cry in the Wild (1990) o McTaggart's Fortune (2008).
Ha estado mucho tiempo comprometida con causas de defensa del medio ambiente y tiene su propia compañía de teatro en Idaho.
Su dobladora habitual en castellano es la actriz Selica Torcal.[cita requerida]